# Mohrs cirkel

Mohrs cirklar för ett tredimensionellt spänningstillstånd

Mohrs cirkel är inom hållfasthetslära en tvådimensionell geometrisk representation av spänningstillstånd eller töjning i en punkt.
Den är skapad av den tyska civilingenjören Christian Otto Mohr för att förenkla beräkningar som rör mekanisk teknik för materialstyrka, geoteknisk teknik för jordens styrka och konstruktionsteknik för styrkan hos byggda strukturer.